# Apoprionospio vermillionensis
Apoprionospio vermillionensis är en ringmaskart som först beskrevs av Fauchald 1972.  Apoprionospio vermillionensis ingår i släktet Apoprionospio och familjen Spionidae. Inga underarter finns listade i Catalogue of Life.